# Таран Сергій Миколайович (футболіст, 1973)
Сергій Миколайович Таран (нар. 21 травня 1973, Кіровоград, УРСР) — радянський та український футболіст, півзахисник та нападник.

## Життєпис
Розпочав займатися футболом у рідному Кіровограді, перший тренер – Микола Беглецов. Потім продовжив навчання у школі-інтернаті спортивного профілю у Дніпропетровську, під керівництвом Сергія Собецького. 
У дорослому футболі дебютував у 1990 році у складі кіровоградської «Зірки», яка виступала у другій союзній лізі. 1991 року призваний до армії, під час служби виступав за калінінградську «Балтику», в якій зустрів розпад СРСР. Після демобілізації повернувся до Кіровограду, де в складі «Зірки» став бронзовим призером другої, а згодом — переможцем першої ліги чемпіонату України. Проте після тріумфу в першому дивізіоні залишив команду, перейшов до хмельницького «Темп-Адвісу», а 1996 року — до сєвєродонецького «Хіміка». Згодом того ж року підписав контракт із луганською «Зорею», яка була на той час одним з аутсайдерів першої ліги, де провів півтора року.
Після відходу із «Зорі» деякий час виступав в аматорських змаганнях, у тому числі за бугульминський «Нафтовик» та кіровоградську «Артеміду». 
2004 року знову став гравцем рідної «Зірки», яка через фінансові проблеми вилетіла до другої ліги України, у складі якої того ж року й провів останню гру на професіональному рівні.

### По завершені кар'єри
Завершивши виступи, 2005 року став тренером у кіровоградській ДЮСШ-2, де пропрацював до 2009 року.  
2006 року став тренером у команді «Ікар-ДЛАУ», яка представляла кіровоградську льотну академію. Деякий період часу поєднував тренерську роботу з виступами за команду в аматорських турнірах.  
У 2008 році закінчив факультет фізичного виховання Кіровоградського педагогічного університету ім. Винниченка.  
У 2012 році запрошений на роботу до академії «Зірки».  
У червні 2015 року став помічником тренера у штабі Сергія Лавриненка, який очолював кіровоградську команду. На тренерській посаді разом із командою став переможцем першої ліги чемпіонату України, проте невдовзі після виходу до Прем'єр-ліги залишив команду разом із Лавриненком. Потім продовжив співпрацю з Лавриненком, вже у штабі петровського «Інгульця», в якому допоміг команді стати бронзовим призером першої ліги у 2019 році. 

## Досягнення

### Як гравця
- Перша ліга України
  -  Чемпіон (1): 1994/95

- Друга ліга України
  -  Бронзовий призер (1): 1993/94

- Друга ліга ПФЛ (4-та зона)
  -  Чемпіон (1): 1992

### Як помічник головного тренера
- Перша ліга України
  -  Чемпіон (1): 2015/16
  -  Бронзовий призер (1): 2018/19

- Кубок України
  -  Фіналіст (1): 2018/19